# Medalhas do Círculo de Escritores Cinematográficos

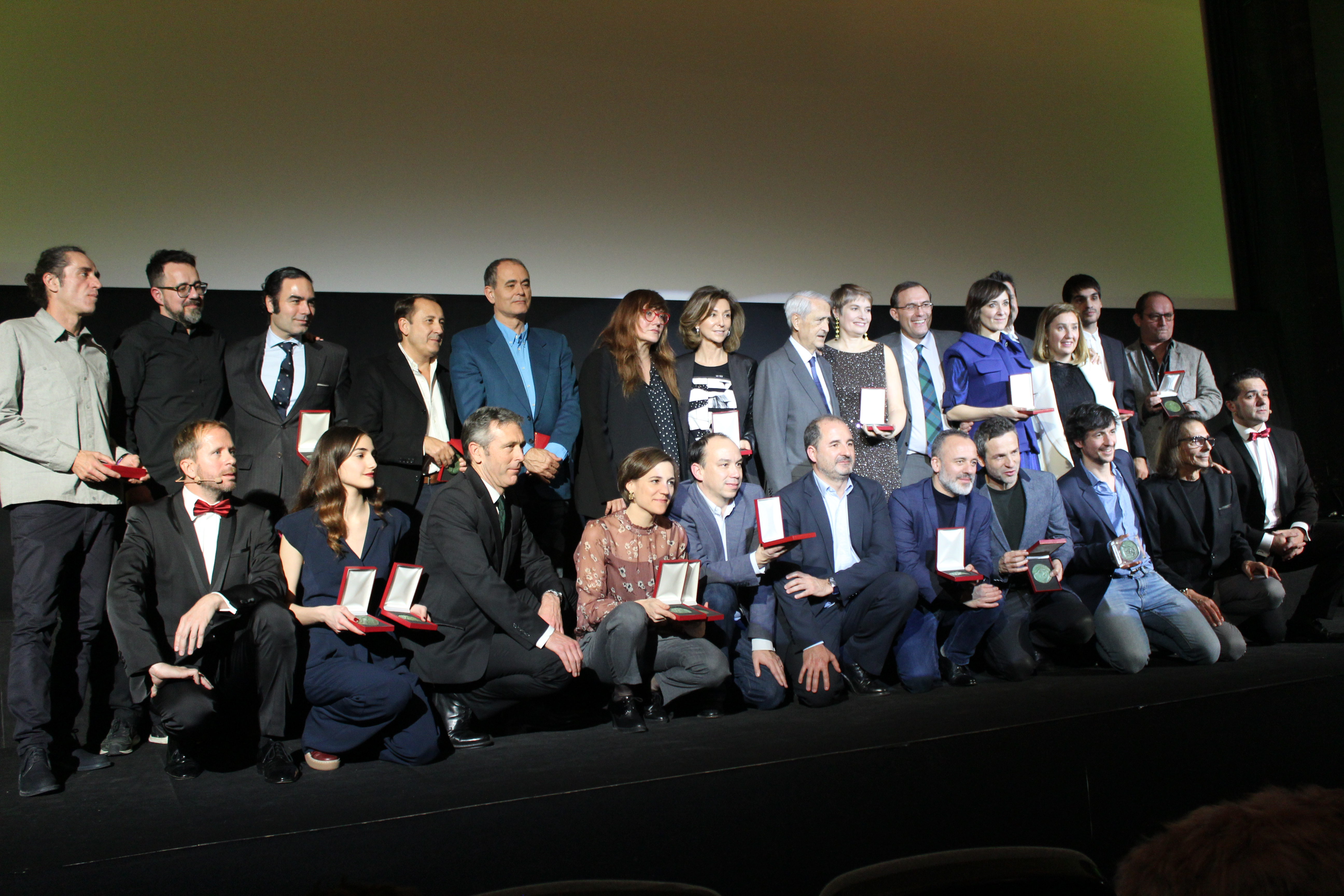
Os vencedores das medalhas do Círculo de Escritores de Cinema de 2017.

As medalhas do Círculo de Escritores Cinematográficos são uns galardões que outorga anualmente esta associação para distinguir a filmes, artistas, técnicos e escritores relacionados com a atividade cinematográfica, tanto espanhola como internacional. O Círculo de Escritores Cinematográficos (CEC) celebrou a primeira edição em 1946, quando entregou os prêmios em treze modalidades diferentes. Estas têm variado muito ao longo do tempo, e em 2016 existiam vinte categorias. Os prêmios passaram por um período de crise na nona década do século XX, quando se deixaram de entregar entre os anos 1986 e 1990, mas o CEC voltou aos entregar a partir do seguinte ano. Recompensa-a consiste numa singela medalha de bronze sem dotação econômica. São os prêmios de seu tipo mais antigos de Espanha.

## História
Em 1945, quinze pessoas criaram em Espanha o Círculo de Escritores Cinematográficos para a defesa e divulgação da arte cinematográfica. Além de outras atividades, o CEC concedeu desde 1946 uma série de galardões relacionados com a atividade cinematográfica do ano anterior. Apesar de sua falta de dotação econômica — consistem numa simples medalha de bronze desenhada pelo artista González de Ubieta— os prêmios chegaram a atingir um alto prestígio por sua independência, já que não são concedidos pela própria indústria cinematográfica nem por seus sectores corporativos.
No entanto, na penúltima década do século atravessaram uma grave crise. Durante cinco anos —entre 1986 e 1990— o Círculo não concedeu medalhas e pareceu que ia desaparecer o galardão. No entanto, a nova direção do CEC encabeçada por Paul Naschy voltou a outorgar os prêmios em 1991.

## Categorias

### Prêmios ao cinema espanhol
Desde a primeira edição, predominaram as categorias destinadas a premiar ao cinema nacional. O prêmio principal foi a medalha ao melhor filme. Junto a ele, se concederam prêmios ao melhor diretor, melhor ator, melhor atriz, ator e atriz secundários, fotografia e música; todos eles ainda em vigor. Desapareceram mais tarde as medalhas ao melhores argumento original e decorados. A medalha ao melhor guion se desdobrou com o tempo em dois: guion original e adaptado. Mais adiante apareceram os prêmios à melhor montagem, longa-metragem documentária e longa-metragem de animação. Outros prêmios apareceram e deixaram de existir ao longo da história do CEC, como os concedidos fugazmente ao melhores ator e atriz estrangeiros em filme espanhol, o de melhor ambientação ou o de melhor curta-metragem.
Em 1948 outorgou-se pela primeira vez um Prêmio Gimeno destinado a galardoar a debutantes. Sua denominação alterou para Prêmio Jimeno ao ano seguinte e, em 1962, a Prêmio Antonio Barbero. Limitado inicialmente a um sozinho ganhador, mais tarde multiplicou-se em várias modalidades e em 2016 mantinha-se como medalhas a diretor, ator e atriz revelação.

### Prêmios ao cinema estrangeiro
Na primeira edição não se concedeu prêmio algum ao cinema não espanhol. No entanto, já em seu terceiro ano se outorgou uma medalha ao melhor filme estrangeiro que recaiu nos melhores anos de nossa vida. Também se concederam durante um tempo prêmios ao melhor filme de salas especiais e ao melhor filme hispano-americana.

### Prêmios a escritores
À margem das medalhas destinadas a premiar aos profissionais do cinema, desde um primeiro momento existiram outras dedicadas a destacar o labor de críticos cinematográficos, jornalistas e escritores de livros. Estes prêmios têm um carácter mais corporativo e com frequência têm recaído em membros do Círculo. Na primeira edição concederam-se já sendas medalhas ao melhor labor literário e ao melhor labor crítico. Posteriormente criou-se uma medalha ao melhor livro, já desaparecida. Em 1952 criou-se outra ao melhor labor jornalístico. Em 2016 concediam-se só o último prêmio mencionado e outro à promoção do cinema.

### Medalha de honra
Em 1994 concedeu-se um Prêmio homenagem ao diretor norte-americano Francis Ford Coppola. Repetiu-se sua entrega de forma descontínua até que em 2004 se mudou sua denominação a Medalha de honra. A distinção recai indistintamente em profissionais de diversos sectores trabalhistas do mundo cinematográfico.